# Дубово (Поморське воєводство)
Дубово (пол. Dubowo) — село в Польщі, у гміні Стенжиця Картузького повіту Поморського воєводства.